# Gymnophana
Gymnophana is een geslacht van kevers uit de familie bladsprietkevers (Scarabaeidae). Het geslacht werd voor het eerst wetenschappelijk beschreven in 1910 door Gilbert John Arrow.

## Soorten
- Gymnophana oatesi (Gestro, 1891)